# Арнольд Вослу
Арно́льд Вослу (Arnold Vosloo; нар. 16 червня 1962, Преторія, ПАР) — південноафриканський актор. Найбільш відомий завдяки ролям лиходіїв, зокрема Імхотепа у фільмах «Мумія» (1999) та «Мумія повертається» (2001).

## Біографія
Арнольд народився 16 червня 1962 року   в театральній сім'ї, і проблема вибору професії перед ним не стояла. Під час навчання в акторській школі в рідній Преторії він нічим не виділявся серед своїх однокурсників, а після закінчення її поступив в трупу Державного театру ПАР (англ. South Africa's State Theatre). Причому майбутній герой бойовиків і фільмів жахів скоро став там провідним актором на амплуа героїв-коханців. Він грав в шекспірівських п'єсах — герцога Орсино в «Дванадцятій ночі» і Гамлета, а за роль Дон Жуана та участь в п'єсах сучасних південноафриканських драматургів був удостоєний трьох національних премій Dalro (Dramatic, Artistic and Literary Rights Organization), якою нагороджуються за вищі досягнення в області літератури та мистецтва ПАР. Настільки ж успішним був початок і кінокар'єри Вослу, в якого була репутація серйозного розумного актора. Фільми з його участю в ПАР мали великий успіх у глядачів і прихильність критиків. Час від часу сюди приїжджали американські кіногрупи знімати пригодницькі бойовики на екзотичному матеріалі та залучали до знімання місцеву артистичну молодь, у тому числі й Арнольда. Він зав'язав корисні знайомства і на початку 90-х років отримав запрошення попрацювати в Америці — спочатку в театрі.
З 1988 року живе в США. Одружений з 1999 року. Дружина — Сільвія. Хобі: розводить собак, колекціонує диски й DVD. Зріст — 190 см, за іншими даними — 185 см.

## Фільмографія
| Рік       |    | Українська назва               | Оригінальна назва                   | Роль                                               |
| --------- | -- | ------------------------------ | ----------------------------------- | -------------------------------------------------- |
| 1984      | ф  |                                | Boetie Gaan Border Toe              | Боеті Ван Тондер                                   |
| 1985      | ф  |                                | Morenga                             | В. Шиллер                                          |
| 1986      | ф  |                                | Boetie Op Manoeuvres                | Боеті Ван Тондер                                   |
| 1987      | ф  | Ґор                            | Gor                                 | Норман                                             |
| 1987      | ф  | Сталевий світанок              | Steel Dawn                          | Меккер                                             |
| 1988      | ф  |                                | Skeleton Coast                      | Лезо                                               |
| 1988      | ф  |                                | Act of Piracy                       | Шон Стівенс                                        |
| 1989      | ф  | Месник                         | The Revenger                        | Майкл Келлер                                       |
| 1989      | ф  | Кола в лісі                    | Circles in a Forest                 | Сол Барнард                                        |
| 1990      | ф  | Поховані живцем                | Buried Alive                        | Кен Вейд                                           |
| 1992      | ф  | 1492: Завоювання раю           | 1492: Conquest of Paradise          | Ернандо де Гевара                                  |
| 1992      | с  | Щоденники Червоної Туфельки    | Red Shoe Diaries                    | Білл (Епізод: "Double Dare")                       |
| 1992      | ф  | Останній дотик                 | The Finishing Touch                 | Мікаель Гант                                       |
| 1993      | ф  | Важка мішень                   | Hard Target                         | Пік Ван Кліф                                       |
| 1995      | с  |                                | American Gothic                     | Рафаель Санто (Епізод: "A Tree Grows in Trinity")  |
| 1995      | в  | Людина пітьми 2                | Darkman II: The Return of Durant    | Пейтон Вестлейк / Людина пітьми                    |
| 1996      | в  | Людина пітьми 3                | Darkman III: Die Darkman Die        | Пейтон Вестлейк / Людина пітьми                    |
| 1996      | с  | Детектив Неш Бріджес           | Nash Bridges                        | Алекс Ейб (Епізод: "Genesis")                      |
| 1997      | ф  | Зевс і Роксана                 | Zeus and Roxanne                    | Клод Карвер                                        |
| 1998      | ф  | На лезі ножа                   | Rough Draft                         | Стефан                                             |
| 1998      | ф  | Ембріон                        | Progeny                             | доктор Крейг Бертон                                |
| 1999      | ф  | Мумія                          | The Mummy                           | Імхотеп                                            |
| 2000      | с  | Усі жінки — відьми             | Charmed                             | Дарклайтер (Епізод: "Murphy's Luck")               |
| 2001      | ф  | Мумія повертається             | The Mummy Returns                   | Імхотеп                                            |
| 2002      | ф  |                                | Con Express                         | генерал Антон Симеонов                             |
| 2003      | ф  | Агент Коді Бенкс               | Agent Cody Banks                    | Франсуа Молей                                      |
| 2003      | ф  | Небезпечні особини             | Endangered Species                  | Вартовий                                           |
| 2004      | с  | Шпигунка                       | Alias                               | містер Зісман (Епізод: "Crossings")                |
| 2004      | ф  | Розплавлення                   | Meltdown                            | Халід                                              |
| 2005      | вг | Xenus: Точка кипіння           | Xenus: Точка кипіння                | Сол Маєрс                                          |
| 2005      | с  | 24                             | 24                                  | Хабіб Марван (17 епізодів)                         |
| 2005      | тф |                                | Im Auftrag des Vatikans             | Леннарт                                            |
| 2006      | ф  | Перехоплення                   | Waist Deep                          | поліцейський                                       |
| 2006      | ф  | Кривавий діамант               | Blood Diamond                       | полковник Кетці                                    |
| 2007      | ф  | Жити або померти               | Living & Dying                      | детектив Рік Девлін                                |
| 2008      | ф  | Одісей та острів туманів       | Odysseus and the Isle of the Mists  | Одіссей                                            |
| 2008      | тф | Вогонь і Лід: Хроніки Драконів | Fire and Ice: The Dragon Chronicles | король Августин                                    |
| 2009      | с  | Чак                            | Chuck                               | Вінсент Сміт (3 епізоди)                           |
| 2009      | ф  | Джі Ай Джо: Атака Кобри        | G.I. Joe: The Rise of Cobra         | Зартан                                             |
| 2009—2010 | с  | NCIS: Полювання на вбивць      | NCIS                                | офіцер Моссаду Аміт Хадар (3 епізоди)              |
| 2010      | с  | Ясновидець                     | Psych                               | Джей Ті Ворінг (Епізод: "A Very Juliet Episode")   |
| 2011      | с  | Кістки                         | Bones                               | Джейкоб Бродський (3 епізоди)                      |
| 2013      | ф  | Джі Ай Джо: Атака Кобри 2      | G.I. Joe: Retaliation               | Зартан                                             |
| 2013      | с  | Елементарно                    | Elementary                          | Крістос Теофіл (Епізод: "Heroine")                 |
| 2013      | ф  | Дивний Томас                   | Odd Thomas                          | Том Джедд                                          |
| 2015      | с  | Грімм                          | Grimm                               | Джонатон Вайлд (Епізод: "Maréchaussée")            |
| 2016      | с  |                                | Cape Town                           | Робін Ван Ріс (6 епізодів)                         |
| 2017      | с  | Детектив Бош                   | Bosch                               | Руді Таферо (9 епізодів)                           |
| 2019      | с  | Чорний список                  | The Blacklist                       | Марко Янкович (Епізод: "Marko Jankowics (No. 58)") |
| 2019      | с  | Джек Раян                      | Tom Clancy's Jack Ryan              | Джост Ван Дер Біл (4 епізоди)                      |
| 2022      | с  |                                | Ludik                               | Даан Лудік (6 епізодів)                            |
| 2022      | ф  |                                | Silverton Siege                     | капітан Йохан Ланґерман                            |